# Síndrome de Sjögren
La síndrome de Sjögren (SdS), també coneguda com a síndrome seca, és una malaltia autoimmunitària sistèmica en la qual les cèl·lules immunitàries ataquen i destrueixen les glàndules exocrines que produeixen les llàgrimes i la saliva. Tot i així, les manifestacions extraglandulars poden ser molt heterogènies i clínicament prevalents en alguns malalts amb SdS.
Porta el nom de l'oftalmòleg suec Henrik Sjögren (1899-1986), que la va descriure per primera vegada l'any 1933 partint de l'estudi d'una sèrie de malaltes afectes de queratoconjuntivitis seca, xerostomia i artritis.
Nou de cada deu de pacients amb síndrome de Sjögren són dones. Les causes de l'alta prevalença d'aquesta malaltia en dones predominantment perimenopàusiques i postmenopàusiques no es coneixen del tot, però es creu que pot estar relacionada amb fenòmens de microquimerisme i factors hormonals. L'edat mitjana d'inici és de 40 anys. Tot i que la síndrome pot aparèixer a totes les edats de dones i d'homes, els casos infantils són molt inusuals i  solen debutar amb parotiditis recurrent i sialoadenitis. Se suposa que la SdS afecta uns 4 milions de persones només als Estats Units, sent la segona malaltia reumàtica autoimmunitària més freqüent amb una taxa d'incidència global de 5 casos/100.000 habitants. A Espanya, la seva prevalença en la població adulta és del 0,33 per cent. La Societat Espanyola de Reumatologia manté un registre nacional de casos de SdS primària.
La síndrome de Sjögren pot existir com un trastorn aïllat (síndrome de Sjögren primària) i també pot sorgir després de l'aparició d'altres malalties autoimmunitàries associades o coetàniament amb elles (síndrome de Sjögren secundària), com ara l'artritis reumatoide, el lupus eritematós sistèmic (LES), la distròfia miotònica de Steinert, la miositis per cossos d'inclusió, la síndrome de Birt-Hogg-Dubé, l'esclerodèrmia, l'esclerosi sistèmica, l'hepatitis autoimmunitària i la colangitis biliar primària. La coexistència d'una SdS juvenil primària i una síndrome de Kabuki és un fet del tot insòlit.
El trastorn no s'ha de confondre amb la síndrome de Sjögren-Larsson, una malaltia del metabolisme dels lípids autosòmica recessiva neurocutània, causada per mutacions en el gen ALDH3A2 i descrita per un altre metge suec, Karl Gustaf Torsten Sjögren (1896-1974).

## Causes
Les persones que pateixen síndrome de Sjögren tenen una alteració del sistema immunitari que ataca el mateix organisme. Per aquest motiu, les cèl·lules immunitàries (especialment els limfòcits B) destrueixen les glàndules de secreció externa (lacrimals, salivals, vaginals…) que són les que lubrifiquen la pell i les mucoses. La destrucció progressiva d'aquestes glàndules fa disminuir la producció de llàgrimes, saliva, secrecions vaginals, intestinals, bronquials i molt ocasionalment la de suor, i provoca sequedat. Tot i que les causes exactes d'aquesta síndrome i diversos aspectes de la seva patogènesi encara no es coneixen prou bé, les investigacions fetes fan pensar que pot estar associada a factors genètics i epigenètics, infecciosos, com virus i bacteris, ambientals o hormonals.

## Símptomes
Els símptomes més comuns derivats de la manca de producció de saliva són sequedat de boca i dificultat per mastegar i per empassar-se els aliments sòlids, els quals comporten la necessitat de beure aigua molt sovint durant els àpats. A més, la hiposiàlia afavoreix l'aparició de càries. La malaltia també provoca sequedat ocular intensa amb sensació de sorra als ulls, lleganyes matinals, irritació palpebral, fístula lacrimal adquirida, mal de cap intens refractari al tractament convencional i augment de la sensibilitat a la llum solar. Pot causar en alguns casos conjuntivitis freqüents, eventualment acompanyades de secrecions mucopurulentes, i úlceres de còrnia. En els malalts amb SdS, la pneumònia intersticial limfoide és una forma freqüent de compromís extraglandular que entre el 5 i el 10 per cent dels casos evoluciona cap a una fibrosi pulmonar. Rares vegades, la SdS s'associa a una síndrome de Fanconi amb osteomalàcia, es complica amb un adenoma productor d'aldosterona o cursa amb una obstrucció intestinal per un diverticle de Meckel concurrent.
Altres símptomes menys específics destacables son: sequedat vaginal i dolor durant les relacions sexuals, artritis, bursitis, osteomalàcia, disfàgia orofaríngica acompanyada d'acalàsia esofàgica, cansament, alteració de la microbiota intestinal, pèrdua auditiva neurosensorial, dolor a les articulacions i, de vegades, hipocalèmia, trombocitopènia, inflamació dels trocànters femorals, neuropatia perifèrica, amiloïdosi nodular cutània localitzada, ptosi i edema palpebral, epistaxi, fenomen de Raynaud, fibrosi hepàtica, mielopatia aguda, pneumatosi intestinal (presència de gas o aire dins de la paret del budell prim o gros) benigna, restrenyiment, prolapse rectal, refredats freqüents, embassament pleural recurrent, bronquiolitis, disfonia, candidosi oral i úlceres bucals. Rarament, la SdS cursa amb gangrena dels dits, paquimeningitis hipertròfica, meningitis asèptica, polineuropatia desmielinitzant inflamatòria crònica i blocatge auriculoventricular, síndrome poliglandular autoimmunitària i hipoparatiroïdisme primari, mielofibrosi autoimmunitària, síndrome d'activació macrofàgica, síndrome del furt de la subclàvia, malaltia venooclusiva pulmonar, pneumònia organitzativa criptogènica, pericarditis constrictiva cronica, paràlisi facial superficial bilateral, paràlisi periòdica hiperkalèmica per acidosi tubular renal, trombosi de si venós cerebral, vasculitis associada a anticossos anti antígens citoplasmàtics dels neutròfils, neuritis òptica, meningoencefalitis autoimmunitària no vasculítica amb ganglionopatia sensorial, psicosi en l'adolescència, calcificacions intracerebrals simètriques, infarts cerebrals isquèmics recurrents, encefalitis límbica seronegativa o degeneració cerebel·losa. Excepcionalment, la SdS es desenvolupa en el context d'una neuromielitis òptica familiar, d'una porfíria aguda intermitent, d'un limfadenoma sebaci parotidi, d'una síndrome de Gilbert, d'una malaltia multicèntrica de Castleman idiopàtica o d'una distonia prèvia.
Els individus que sofreixen una síndrome de Sjögren primària tenen un major risc de desenvolupar un limfoma no hodgkinià que els malalts amb altres patologies autoimmunitàries o la població general, una eventualitat que pot empitjorar considerablement la seva prognosi. El limfoma MALT (limfoma de teixit limfoide associat a les mucoses) és una greu complicació neoplàstica que es presenta en un 5–10 per cent dels pacients amb aquesta forma de la síndrome i que pot aparèixer en estructures corporals molt dispars, com la llengua, el tim o el pulmó. No és rar que els símptomes de la SdS empitjorin durant l'embaràs i el període postpart.
La SdS, al afectar les glàndules que produeixen les secrecions bronquials, pot afavorir l'aparició d'un trastorn de nom singular que es veu sobretot en dones grans: la síndrome de Lady Windermere (una pneumònia per micobacteris no tuberculosos ambientals que té una distribució pulmonar molt característica). La malaltia intersticial difusa del pulmó és, però, la complicació respiratòria més important i comuna de la SdS primària. En certes ocasions, quan els tractaments farmacològics no són efectius, requereix un doble trasplantament pulmonar. Alguns malalts amb síndrome de Sjögren i que també són immunodeficients poden desenvolupar infeccions oportunistes al pulmó, com ara nocardiosi, o bé en casos d'aquesta índole que cursen amb afectació del sistema nerviós, una criptococcosi pulmonar i òssia alhora.

## Diagnòstic
El diagnòstic es fa mitjançant una història clínica i una exploració minucioses, una anàlisi de laboratori, una biòpsia de glàndules salivals amb perfil immunohistoquímic i proves específiques per confirmar l'existència de sequedat a la boca o als ulls (prova de Schirmer, examen de llàgrimes, prova del rosa de Bengala, etc.).
En la majoria de pacients amb síndrome de Sjögren primària s'aprecia positivitat sèrica a anticossos antinuclears i en especial als anti-Ro/SSA i anti-La/SSB. La presència d'aquests dos autoanticossos s'associa freqüentment amb l'afectació de teixits extraglandulars per la malaltia i té valor pronòstic. En un 40-50 per cent dels casos l'analítica mostra valors elevats de factor reumatoide.
A l'examen histopatològic de les glàndules salivals menors o de la paròtide s'observen infiltrats limfocítics focals, sovint canvis de fibrosi intersticial i atròfia acinar i centres germinals ectòpics en un 20-25% de les biòpsies. Alguns autors consideren l'existència i nombre de dits centres germinals en el teixit examinat un potencial element predictiu de la gravetat de la SdS.
Diverses proves d'imatge mèdica ajuden molt en el diagnòstic i seguiment d'aquesta síndrome. Per exemple, l'elastografia és una tècnica que permet detectar la presència o no de rigidesa en el teixit de les glàndules salivals, la tomografia per emissió de positrons amb el radionúclid 18F (fluor-18) com a traçador facilita molt la detecció dels limfomes associats a aquesta malaltia i les tècniques d'ultrasonografia són útils per avaluar precoçment les alteracions estructurals de les glàndules salivals majors en la SdS i poden ser un mètode vàlid per controlar l'evolució de la resposta terapèutica del malalt. La tomografia computada d'alta resolució toràcica fa possible una diagnosi acurada dels danys pulmonars. Quan un pacient amb SdS té un alt risc de desenvolupar un limfoma, l'ecosonografia de les glàndules lacrimals permet confirmar o descartar de manera no invasiva i fiable la presència de masses d'aspecte limfoproliferatiu en aquestes estructures perioculars. Aplicar sistemes d'aprenentatge profund als resultats de les proves ecogràfiques en casos de SdS permet una millor interpretació diagnòstica.
La síndrome de Sjögren pot ser difícil de diagnosticar perquè presenta manifestacions similars a les d'altres malalties, i perquè els seus nombrosos símptomes han de ser valorats específicament per professionals diferents per tal de decidir el tractament a seguir. Algunes entitats clíniques que a vegades poden fer necessari plantejar un diagnòstic diferencial amb la SdS són la glossopirosi, l'hiperparatiroïdisme primari, el LES, la infecció crònica pel virus de l'hepatitis C, la síndrome de nefritis tubulo-intersticial i uveïtis, la sarcoïdosi, la miopatia inflamatòria o la malaltia de Mikulicz.